# Isabel Santos

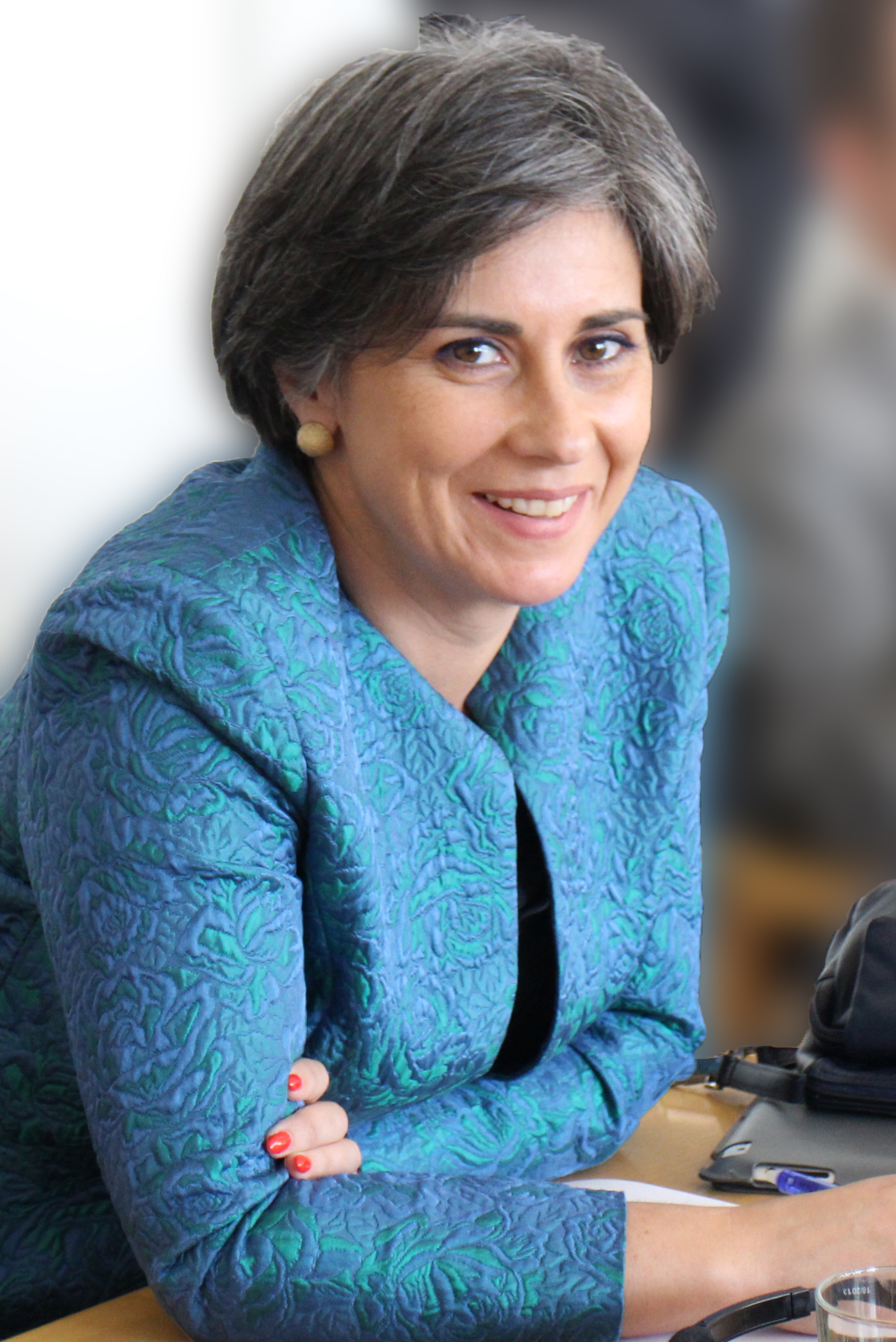
Isabel Santos (2017)

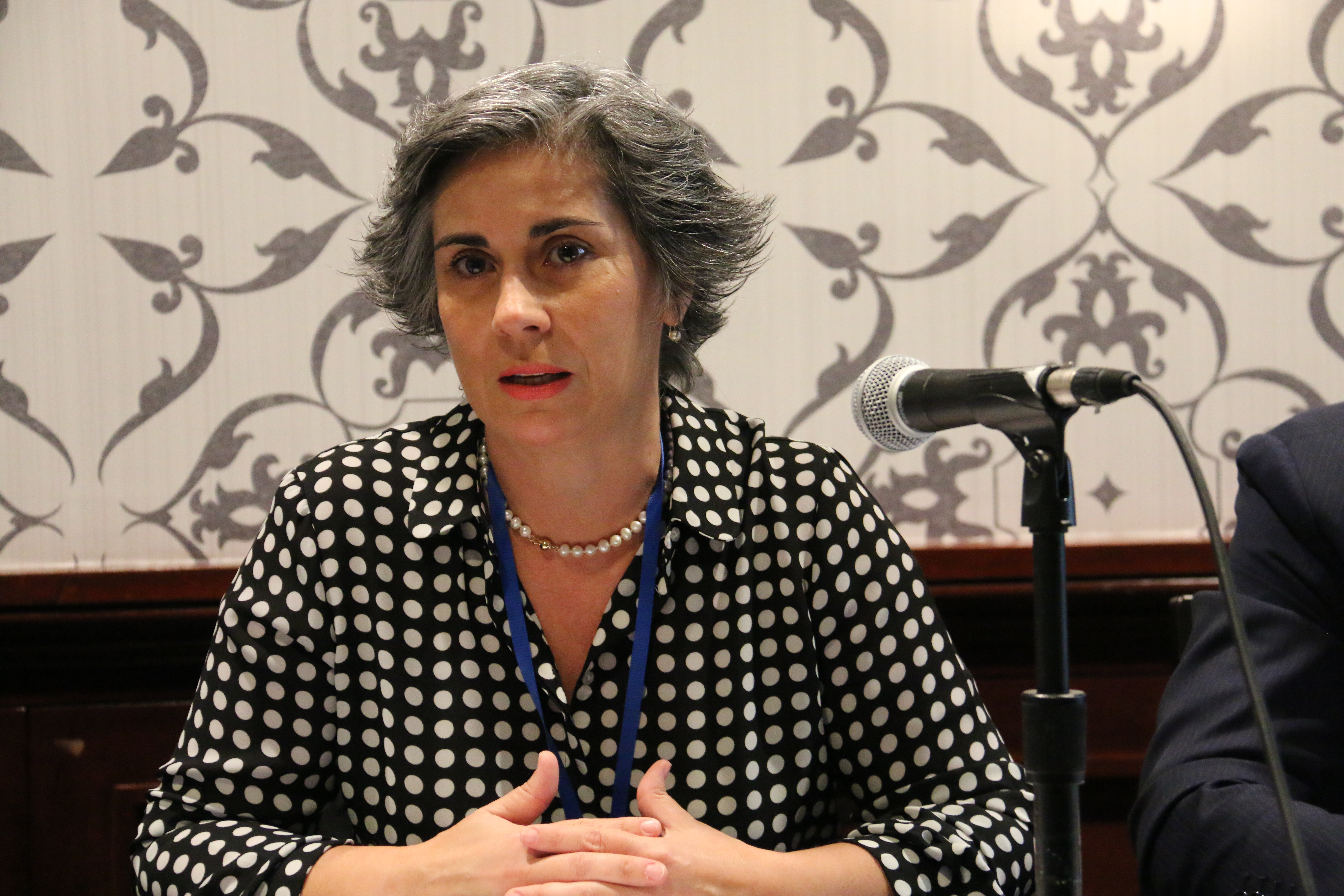
Isabel Santos (2018)

Maria Isabel Coelho Santos, meist nur Isabel Santos (* 12. Februar 1968 in Valbom, Gondomar) ist eine portugiesische Politikerin (PS). Santos war für drei Legislaturen Mitglied des portugiesischen Parlaments (2005–2009, 2011–2015 und 2015–2019) und ist seit der Europawahl 2019 Mitglied des Europäischen Parlaments. Sie hat ihren Arbeitsschwerpunkt vor allem im Bereich der Außenpolitik.

## Leben

### Ausbildung
Isabel Santos wurde am 12. Februar 1968 in der Kleinstadt Valbom im Kreis Gondomar geboren. Nach ihrer Schulausbildung studierte sie Internationale Beziehungen und schloss dem Studium eine Postgraduierung in Soziologie an. Anschließend wechselte sie in die Stadtverwaltung des Portoer Vororts Matosinhos, wo sie zunächst im Büro des Bürgermeisters arbeitete. Später leitete sie die Personalabteilung des Verwaltung.

### Einstieg in die portugiesische Politik
Anfang der 2000er trat Santos der Sozialistischen Partei bei, deren stellvertretende Generalsekretärin sie zeitweise war. Bei den portugiesischen Parlamentswahlen 2005 gewann sie im Wahlkreis Porto ein Mandat für die PS. In der X. Legislatur gehörte sie den Ausschüssen für Arbeit/Soziales, Wirtschaft und Gesundheit an. Von 2009 bis 2011 hatte Santos die Funktion der Regierungsrepräsentantin (Governadora Civil) im Distrikt Porto inne. Des Weiteren war sie von 2009 bis 2013 Stadträtin von Gondomar.
Bei den vorgezogenen Parlamentswahlen 2011 trat sie wieder im Wahlkreis Porto an und gewann ein Mandat. In der XII. Legislatur war sie in den Mitglied in den Ausschüssen für Haushalt/Finanzen, Landwirtschaft/Meer sowie Arbeit/Soziales.
Bei den Parlamentswahlen 2015 verteidigte sie ebenfalls ihr Mandat. In der XIII. Legislatur war Santos Mitglied im Ausschuss für Auswärtiges und Portugiesische Gemeinschaften sowie im Ausschuss für Arbeit und Soziales. In der Legislatur war sie zusätzlich zu ihrer Abgeordnetentätigkeit auch entsandte Abgeordnete des Portugiesischen Parlaments in der parlamentarischen Versammlung der OSZE. Dort war sie unter anderem von 2016 bis 2019 Vizepräsidentin der Versammlung und leitete den Ausschuss für Demokratie, Menschenrechte und humanitäre Fragen. Als Ausschussvorsitzende leitete sie auch Wahlbeobachtungsmissionen der OSZE, unter anderem bei den Bundestagswahlen 2017 und den US-amerikanischen Midterm Elections 2018.

### Wechsel ins Europaparlament
Für die Europawahl 2019 nominierte die portugiesische sozialistische Partei (PS) Santos für den achten Listenplatz. Bei der Wahl gewannen die Sozialisten mit 33,4 Prozent 9 der 21 portugiesischen Mandate, sodass Santos direkt ins Europaparlament einzog. Sie trat dort, wie die anderen PS-Kandidierenden, der S&D-Fraktion bei. Für die Fraktion ist Santos Mitglied im Ausschuss für auswärtige Angelegenheiten sowie im Unterausschuss für Menschenrechte, sie ist stellvertretendes Mitglied im Ausschuss für bürgerliche Freiheiten, Justiz und Inneres.